# 尼崎勝司
尼崎 勝士（あまざき かつじ、1950年5月3日 - ）は、日本の実業家、エンタテインメントプロデューサー。スイートベイジル株式会社の創業者で代表取締役会長、共同ピーアール株式会社（JASDAQ上場企業）の取締役、日本初の宇宙空間を活用した広告事業を行う株式会社スペース・バジルの代表取締役社長、一般社団法人日本デジタル芸術スポーツ文化創造機構の代表理事でもある。山口県大島郡出身。

## 経歴
1973年 大成建設株式会社に入社。
1975年 ビクターより寺山修司作詞・佐藤充彦プロデュースにてユニット「サウンド･スペース」としてデビュー。
1980年 キングレコードより「尼崎勝司」としてソロデビュー、以降、テイチクより「YONO」名義を含む合計オリジナルアルバムを7枚、シングル10枚リリース。
1988年 SHŌGUNのメンバーを含む４人で音楽制作会社 株式会社パドゥドゥを設立。
1990年 米国の世界三大ジャズライブハウスのひとつ「スイート・ベイジル」を買収。これに伴って日本における法人名をスイートベイジル株式会社に社名変更。
1998年 ヱスビー食品株式会社とのライセンス事業で六本木にライブハウス「スイート・ベイジル139」を設立。
2017年 一般社団法人日本デジタル芸術スポーツ文化創造機構を設立し、代表理事に就任。
2018年 共同ピーアール株式会社の取締役に就任。
2019年 日本初の宇宙空間を活用した広告事業を行う株式会社スペース・バジルを、共同ピーアール株式会社、株式会社スーツ及び東京大学大学院工学系研究科航空宇宙工学専攻教授の中須賀真一氏らと設立し、代表取締役社長に就任。

## これまでの仕事(一部抜粋)
- 小野正利「You are the only」(1992)
- class「夏の日の1993」(1993)
- MITSUO「夏のRevolution」(1994)
- 上田正樹「わがまま」(1994)
- 小野正利「きれいだな」(1995)
- アトランタオリンピック(夏季)(1996)
- Kenjiro「やばい」(1996)
- 長野オリンピック(冬季)(1998)
- シドニーオリンピック(夏季)(2000)
- 東真紀「ジョンの純な恋物語」(2004)
- NY夏の最大イベントのビレッジ・ジャズ・フェスタをプロデュース(1994～2000)
- オリンピック開催イベント企画プロデュース(2007～2008)
- 東京2020参画プログラム「ONE TEAM PROJECT」「宇宙から東京2020エール！」企画第2弾「G-SATELLITE 宇宙へ」[1](2020)